# Kamtchatka
Pour les articles homonymes, voir Kamtchatka (homonymie).
Le Kamtchatka (en russe : Камчатка) est une péninsule volcanique de 1 380 km de long située en Extrême-Orient russe qui s'avance dans l'océan Pacifique. Son nom provient de son principal cours d'eau, le fleuve Kamtchatka. D'une superficie de 270 000 km2, la péninsule compte une population d'environ 330 000 habitants, essentiellement des Russes, avec une minorité de Koriaks dans le nord. Cela représente une densité d'1,2 habitant au kilomètre carré. Une partie des volcans de la péninsule est inscrite sur la liste du patrimoine mondial de l'Unesco depuis 1996 sous le nom de « volcans du Kamtchatka ». Sur un plan administratif, la péninsule forme, avec les îles du Commandeur, le kraï du Kamtchatka, né le 1er juillet 2007 de la fusion de l'oblast du Kamtchatka et du district autonome de Koriakie. Cette fusion avait été approuvée par un référendum organisé en octobre 2005 auprès des populations concernées.

## Géographie et géologie

### Situation géographique

Topographie de la péninsule du Kamtchatka.

Longue de 1 380 km et large de 430, la péninsule du Kamtchatka est baignée par la mer d'Okhotsk au nord-ouest et notamment le golfe de Chelikhov au nord-nord-ouest, la mer de Béring à l'est et l'océan Pacifique au sud-est. Le kraï du Kamtchatka, qui contient la péninsule, est bordé au nord par l'oblast de Magadan et au nord-nord-est par le district autonome de Tchoukotka. Au sud, la péninsule se termine par le cap Lopatka. Elle est « découverte » au XVIIIe siècle par l'explorateur danois Vitus Béring pour le compte du tsar Pierre Ier.
Le fleuve Kamtchatka et la plaine centrale dans laquelle il coule sont bordés par deux grandes chaînes — une chaîne centrale dominée par le volcan Itchinski (de 3 607 à 3 621 m) et une chaîne orientale — comprenant environ 160 volcans dont 29 sont actifs. Au nord, la partie la plus étroite de la péninsule du Kamtchatka est appelée l'isthme de l'Anapka.
Le plus grand lac de la péninsule est le lac Ajabatchie.
Séparée de Moscou par neuf fuseaux horaires et 6 500 km, la péninsule et sa capitale sont totalement interdites aux étrangers pendant cinquante ans, jusqu'en 1990, en raison de la présence d'infrastructures militaires ultrasecrètes.

### Activité sismique

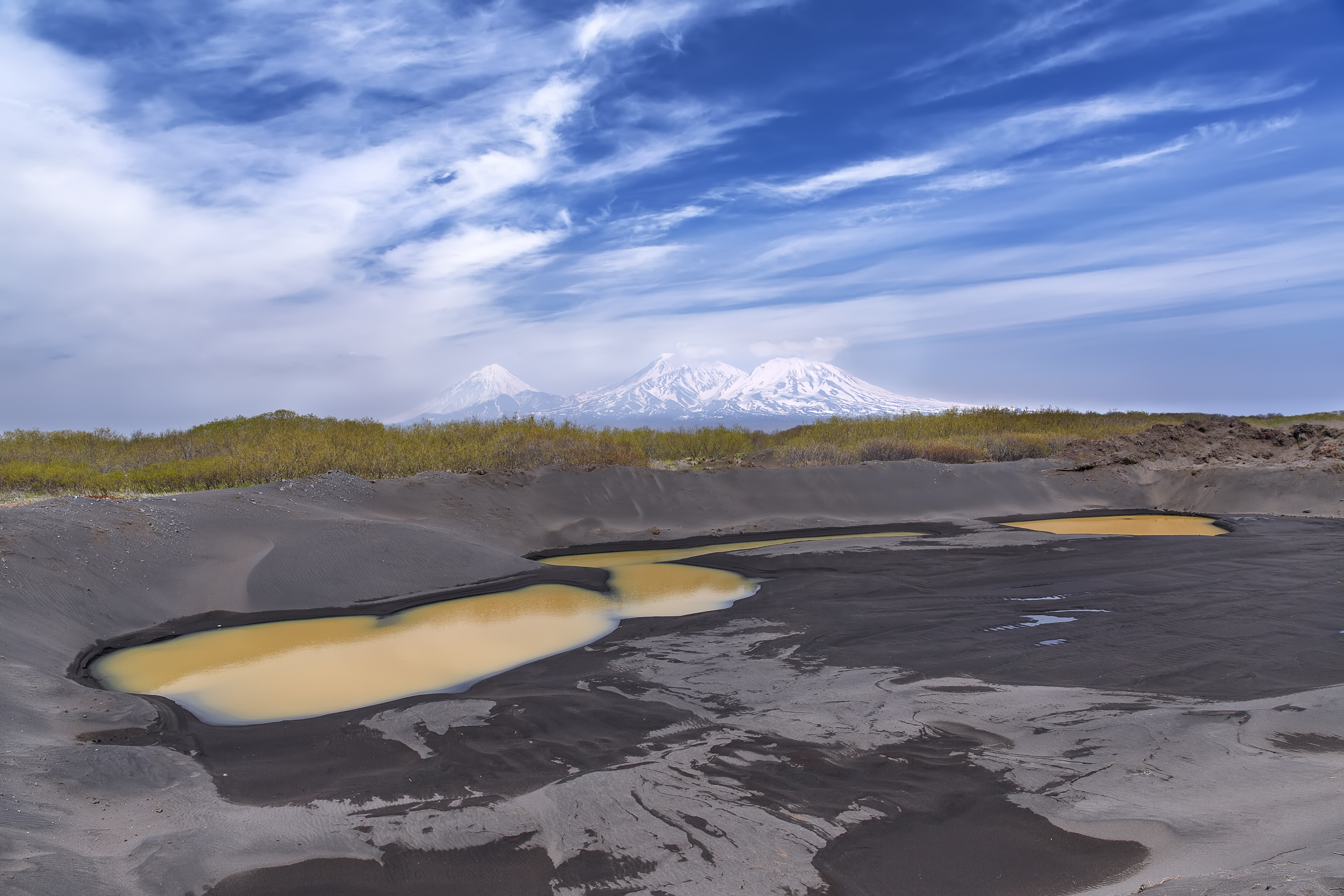
Trois volcans (l'Avatchinski, le Koriakski et le Kozielski) dans le raïon de Ielizovo.

Terre jeune du point de vue géologique, la péninsule s'est dressée il y a moins d'un million d'années. Le chapelet de volcans du Kamtchatka continue sa croissance.
La péninsule est une zone de subduction de la plaque pacifique sous la plaque d'Okhotsk. Cela se traduit par un volcanisme de subduction : la péninsule est traversée du nord au sud par deux chaînes parallèles de montagnes volcaniques qui font partie de la ceinture de feu du Pacifique. La chaîne orientale est particulièrement active.

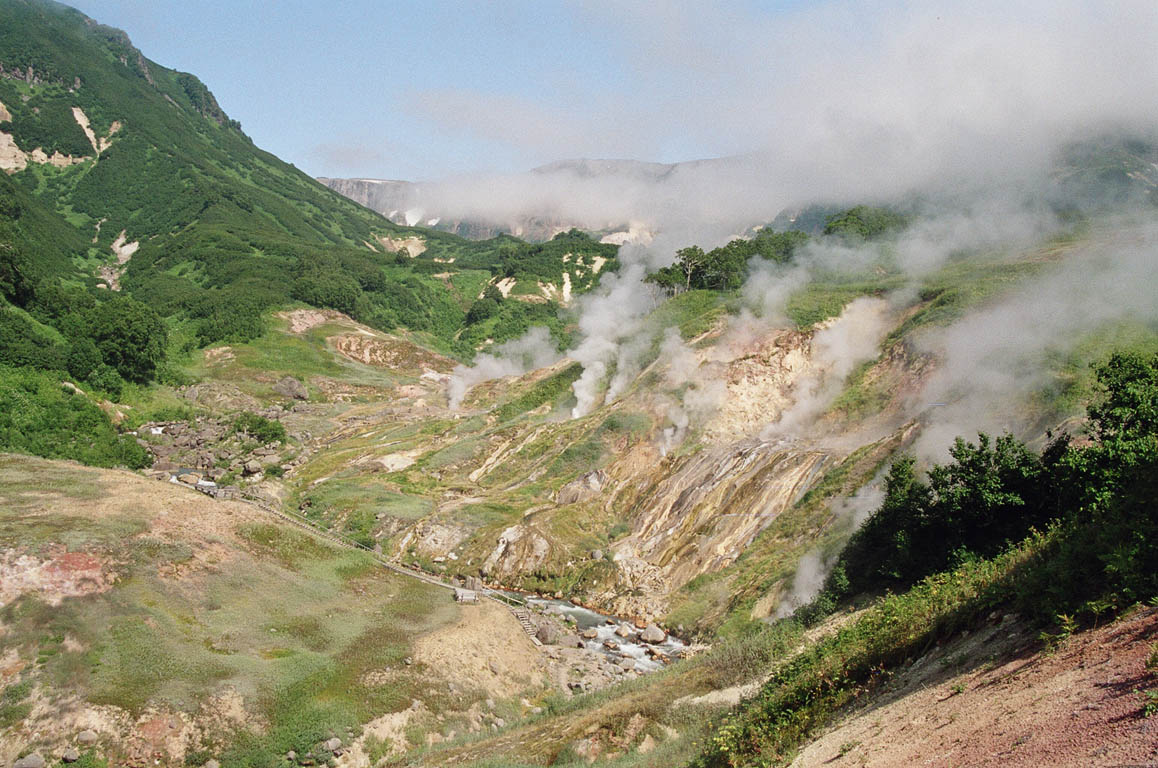
La vallée des geysers avant le glissement de terrain de 2007.

La région est également soumise à un fort risque sismique. Au printemps 2006, un tremblement de terre de magnitude 7,9 touche la Koriakie. En juillet 2025, c'est un tremblement de terre de magnitude 8,8 qui se produit au large de Petropavlovsk-Kamchatsky. Le séisme de 1952 avait atteint une magnitude 9.
Côté Pacifique, la fosse des Kouriles est une  fosse océanique profonde de 10 500 mètres.
Le point culminant de la péninsule est le Klioutchevskoï (4 688 m), mais le sommet le plus impressionnant est le volcan Kronotski. Les trois volcans visibles depuis Petropavlovsk-Kamtchatski — le Koriakski, l'Avatchinski et le Kozielski — sont beaucoup plus accessibles.
Au centre du Kamtchatka se trouvait jusqu'à récemment la seule vallée des geysers de l'ensemble du continent eurasiatique. Cette vallée, qui faisait partie du patrimoine naturel de l'humanité de l'UNESCO, était accessible aux visiteurs moyennant quatre heures d'hélicoptère depuis Petropavlovsk. Sur les sept kilomètres carrés de ce site très visité se trouvaient vingt grands geysers et environ deux cents sources d'eau chaude et autres phénomènes thermaux. Le 3 juin 2007, vers 14 h 30 heure locale, la vallée est bouleversée par un important glissement de terrain, qui a réduit le nombre et l'activité des geysers,.

### Climat
Le climat est froid et humide (classification de Köppen Dfc).
| Mois                              | jan. | fév. | mars | avril | mai | juin | jui. | août | sep. | oct. | nov. | déc. |
| --------------------------------- | ---- | ---- | ---- | ----- | --- | ---- | ---- | ---- | ---- | ---- | ---- | ---- |
| Température minimale moyenne (°C) | −10  | −11  | −10  | −5    | 2   | 6    | 10   | 12   | 8    | 0    | −4   | −9   |
| Température maximale moyenne (°C) | −4   | −5   | −2   | 1     | 8   | 15   | 20   | 20   | 15   | 7    | 0    | −4   |

### Ressources
Les ressources naturelles du Kamtchatka incluent la houille, l'or, le tungstène, le platine, le mica, la pyrite et le gaz naturel.

## Démographie
La plupart des habitants, environ 60 %, résident dans la capitale administrative, Petropavlovsk-Kamtchatski.

## Faune
Le Kamtchatka héberge de très nombreuses espèces. C'est le résultat de la grande variété de climats coexistant, qui vont du climat subarctique au climat tempéré, à la topographie locale, au grand nombre de rivières, aux eaux très riches du nord-ouest de l'océan Pacifique, de la mer de Béring et de la mer d'Okhotsk ainsi qu'à la faible densité humaine et au modeste développement économique. Malgré tout, l'exploitation des ressources halieutiques et le commerce des fourrures se sont traduits par une diminution importante de certaines espèces.
Parmi les mammifères terrestres, le Kamtchatka est connu pour la présence et la taille des ours bruns. Dans la réserve naturelle de Kronotski, leur population est estimée à 500-600 individus par million d'hectares (10 000 km2). On trouve également de nombreuses autres espèces telles que le loup, le renard arctique, le lynx, le glouton, la zibeline, la belette, l'hermine, la loutre de mer, le mouflon des neiges, le renne, l'orignal, le lièvre, la marmotte, le lemming et plusieurs espèces d'écureuils.
La péninsule est le lieu de reproduction du pygargue empereur, le plus grand des aigles de la planète, ainsi que de l'aigle royal et du faucon gerfaut.
Le Kamtchatka abrite un grand nombre de variétés de saumon, en particulier les six espèces anadromes du Pacifique : royal ou chinook, rouge ou sockeye, coho, rose, keta et chum. Les biologistes estiment qu'un sixième à un quart des saumons du Pacifique sont originaires du Kamtchatka. Le lac Kourile est connu pour être le plus grand lieu de reproduction du saumon rouge d'Eurasie. Pour répondre à la demande grandissante de la pêche et à la diminution mondiale du stock des saumons sauvages, 2,4 millions d'hectares sur les 9 situés le long des rivières les plus productives en saumon sont en train d'être déclarés réserve naturelle.
Les cétacés qui fréquentent ces eaux très riches comprennent l'orque, le marsouin commun, le marsouin de Dall, la baleine à bosse, le grand cachalot et le rorqual commun. Les espèces moins fréquentes sont la baleine grise (populations de l'est), la baleine à bec, le baleine de Minke. En été, la baleine bleue fréquente la côte sud-est. Parmi les pinnipèdes, le lion de mer de Steller, l'otarie à fourrure du Nord, le phoque tacheté et le phoque commun sont abondants sur la plus grande partie des côtes de la péninsule. Dans le nord, on rencontre, côté Pacifique, le morse et le phoque barbu, tandis que le phoque rubané se reproduit sur la banquise de la baie de Koraguinski. La loutre de mer se trouve essentiellement à l'extrémité sud de la péninsule.
Les espèces d'oiseaux de mer qui fréquentent la région comprennent principalement le fulmar boréal, le guillemot, la mouette tridactyle, le macareux et le cormoran.
La faune marine, également très riche, est typique des mers du nord. Les espèces ayant une importance commerciale primordiale sont le crabe royal du Kamtchatka, la coquille Saint-Jacques, le calmar, le lieu noir, la morue, le hareng, le flétan ainsi que des poissons plats.

## Économie
Les secteurs d'activité les plus développés sont la pêche, la sylviculture, le tourisme (une industrie en pleine croissance) et l'armée. La présence militaire est importante dans la péninsule. La base sous-marine principale de la flotte de sous-marins russes du Pacifique se trouve dans la baie d'Avatcha de Pétropavlovsk-Kamtchatski (base de Rybach). Il existe également plusieurs bases aériennes ainsi que des sites radar.

## Administration
Du point de vue administratif, la péninsule du Kamtchatka fait partie du kraï du Kamtchatka, qui comprend également une partie du continent, les îles du Commandeur et l'île Karaguinski. La majorité de la population est russe. La minorité la plus importante est celle des Koryaks, qui habitent surtout au nord dans la région autonome de Koriakie (13 600 personnes). Le 23 octobre 2005, un référendum a été tenu pour la fusion de l'oblast du Kamtchatka et de la Koriakie pour former le krai du Kamtchatka. Le résultat favorable a entraîné la fusion effective le 1er juillet 2007.

## Histoire

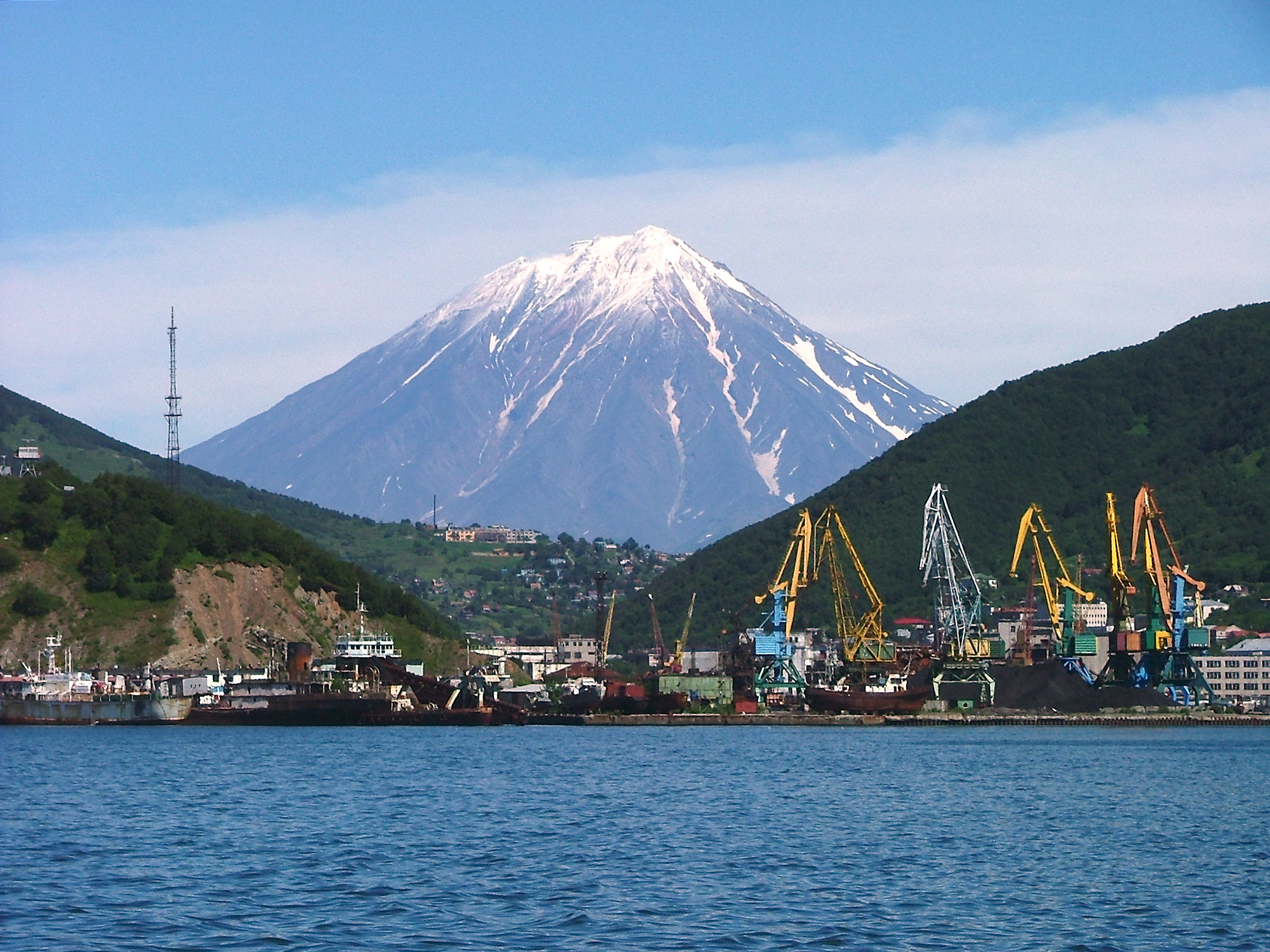
La ville de Petropavlovsk-Kamtchatski avec en arrière-plan le mont Koriakski.

Avant la découverte russe, la péninsule était habitée par divers peuples chukotko-kamchatkanes (en particulier les Itelmènes, les Koriaks et les Alioutors). La pointe sud de la péninsule était également l'étendue la plus septentrionale de la colonie aïnoue. Les Itelmènes ou Kamtchadales sont ainsi les autochtones habitant la péninsule. Ils parlent une langue originale parmi les idiomes paléo-sibériens, l'itelmène. Leurs mœurs et coutumes ont été décrites par Georg Wilhelm Steller. Les habitants de la péninsule ont été en contact avec les populations nord-américaines à plusieurs reprises au cours de leur histoire et ce jusqu'à ces derniers siècles. Ces contacts ont eu pour conséquence que les populations autochtones possèdent un pourcentage d'ADN amérindien dans leur génome.
La Russie est établie dans la péninsule du Kamtchatka depuis le XVIIe siècle. Ivan Kamtchaty, Simon Dejnev, le Cosaque Ivan Rubets et d'autres explorateurs russes partent explorer cette région dans le milieu des années 1600 et en reviennent avec des récits décrivant une terre de feu (à cause des volcans), riche en poissons et en fourrures.
En 1697, Vladimir Atlassov, fondateur de la colonie d'Anadyr, dirige une expédition de 65 Cosaques et de 60 Youkaguirs chargée d'explorer la péninsule. Il construit deux forts le long de la rivière Kamtchatka qui deviennent des comptoirs d'échanges pour les trappeurs de fourrures. De 1704 à 1706, ils installent les colonies de Verkhne (la plus haute) et Nijni (la plus basse) Kamtchatski. Une fois loin des yeux de leurs maîtres, les Cosaques exploitent sans ménagement les indigènes Kamtchadales. Les abus sont tels que l'administration du nord-ouest de Yakoutsk envoie Atlassov avec troupes et canons pour restaurer l'ordre, mais il est trop tard. Le groupe de Cosaques a acquis trop de puissance et Atlassov est tué en 1711.
À compter de cette date, le Kamtchatka devient une région quasi-autonome, ne prenant pratiquement plus ses ordres de Yakoutsk. En 1713, environ 500 Cosaques vivent dans la région. Leur cruauté et leurs abus largement connus provoquent tout d'abord des protestations, puis des révoltes ouvertes des habitants indigènes. Les soulèvements deviennent courants et atteignent leur sommet lorsque, en 1731, la colonie de Nijni Kamtchatski est rasée par les indigènes et ses habitants massacrés. Les Cosaques restants se regroupent et matent la rébellion à coups de fusil et de canon. La population indigène, évaluée à 20 000 au début du XVIIIe siècle, tombe à seulement 10 000 dans les années 1750.
La fondation de Petropavlovsk-Kamtchatski en 1740 par l'explorateur danois Vitus Béring constitue le début d'une ouverture significative du Kamtchatka vers l'extérieur, d'autant plus que le gouvernement en place commence à y envoyer des déportés. Le gouvernement russe encourage l'installation des nouveaux venus en leur offrant des terres. En 1812, la population indigène a encore diminué et compte moins de 3 200 individus alors que la population russe a augmenté dans le même temps, étant passée à 2 500.
En septembre 1787, La Boussole et L'Astrolabe de l'expédition de La Pérouse font relâche à Petropavlovsk-Kamtchatski. Barthélemy de Lesseps y débarque avec des documents qu'il ramène en France par voie terrestre.
En 1854, les Français et les Britanniques, alors en guerre avec les Russes en Crimée, attaquent Petropavlovsk-Kamtchatski. Sous le coup de la surprise, 988 hommes équipés de 68 canons réussissent à défendre l'avant-poste contre 6 navires équipés de 206 canons et 2 540 hommes. Malgré cette défense héroïque, Petropavlosk est abandonnée après le retrait des forces franco-britanniques. L'année suivante, lorsqu'une seconde force armée attaque le port, elle le trouve désert. Les bateaux bombardent la ville et repartent.
Les 50 années suivantes sont moins propices. Le port militaire est déplacé à Oust-Amour et en 1867, l'Alaska est vendue aux États-Unis, rendant caduc le rôle de Petropavlovsk en tant que plaque tournante pour les explorateurs et commerçants en transit vers les territoires américains. En 1860, l'oblast de Primorié est créée et le Kamtchatka est placé sous sa juridiction. En 1875, les îles Kouriles sont cédées au Japon en échange de la restitution à la Russie de Sakhaline. La population russe du Kamtchatka stagne à environ 2 500 habitants jusqu'au début du XXe siècle, tandis que la population indigène atteint environ 5 000 personnes.
En 1905, durant la guerre russo-japonaise, deux navires japonais entrent dans la baie d'Avatcha et prennent Petropavlovsk. Jugée indéfendable, la ville est de nouveau abandonnée aux agresseurs. En 1927, les Japonais quittent la péninsule et le Kamtchatka redevient entièrement soviétique. La Seconde Guerre mondiale touche peu le Kamtchatka, sauf en 1945, comme base de préparation de la libération des Kouriles. Après guerre, le Kamtchatka est déclaré zone militaire pour des tests sur des véhicules lunaires. Il est alors interdit aux Russes jusqu'en 1990 et aux étrangers jusqu'en 1992.

### Sources et bibliographie

#### Histoire
- Stepan Kracheninnikov, Histoire et description du Kamtchatka, traduit du russe par M. de Saint-Pré, Amsterdam, Marc-Michel Rey, 1770. volume 1 (lire en ligne), volume 2 (lire en ligne).
- Walter Kolarz, Les Colonies russes d’Extrême-Orient, traduit de l’anglais par M. Luz, Paris, Fasquelle, 1955.
- Yves Gauthier et Antoine Garcia, L’Exploration de la Sibérie, Arles, Actes Sud, 1996.

#### Géologie
- Vadim Gippenreiter, Kamtchatka, Les volcans, Paris, Éditions Atlas, 1992.
- Andreï Netchaïev, Kamtchatka, un monde mystérieux à l’est de la Russie, traduit du russe par E. Netchaïev et D. Hartman, Moscou, collectif d’édition Quadrat, et Disentis, Desertina, 1994.

#### Ethnologie
- Questions sibériennes, Sibérie III, Les peuples du Kamtchatka et de la Tchoukotka, sous la direction de Boris Chichlo, Paris, Institut d’études slaves, 1993.
- Les Sibériens, sous la direction d’Anne-Victoire Charrin, Paris, Autrement, 1994.

#### Récits de voyage
- Jean-François de La Pérouse, Voyage autour du monde sur l’Astrolabe et la Boussole, Paris, La Découverte, 2005, 414 p., poche (ISBN 2-7071-2782-5).
- Journal du voyage du comte de Beniowski à travers la Sibérie en conséquence de sa déportation par le sénat de Saint-Pétersbourg au Kamtchatka (1790), Montricher, Les Éditions noir et blanc, 1999.
- (en) Peter Dobell, Travels in Kamtchatka and Siberia, with a Narrative of a Residence in China, Londres, H. Colbum, 1830.
- John Cochrane, Récit d’un voyage à pied à travers la Russie et la Sibérie tartare des frontières de la Chine à la mer Gelée et au Kamtchatka, traduit de l’anglais par F. Pirart et P. Maury, Boulogne-Billancourt, Ginkgo éditeur, 2003.
- Lisa Cristiani, Voyages dans la Sibérie orientale, Notes extraites de la correspondance d’une artiste, Paris, Le Tour du monde, 1849-1853.
- (en) George Kennan, Tent life in Siberia, Adventures among the Koriaks and other tribes in Kamchatka and Northern Asia, New York / Londres, 1872.
- (de) Karl von Ditmar, Reisen und Aufenthalt in Kamtschatka in den Jahren 1851-1855, Saint-Pétersbourg, 1890.
- Sten Bergman, À travers le Kamtchatka, traduit du suédois par E. Söderlindh, Paris, Simon Kra, 1927.
- Yves Paccalet, Kamtchatka, La terre des origines, Paris, JC Lattès, 2002.
- Julie Boch et Émeric Fisset, Par les volcans du Kamtchatka. Un été dans l’Extrême-Orient russe, Paris, Transboréal, 2007.
- Nastassja Martin, Croire aux fauves[6], éditions Verticales, 2019  (ISBN 9782072849817).

#### Romans évoquant le Kamchatka
- Jean-Christophe Rufin, Le Tour du monde du roi Zibeline, éditions Gallimard, 2017  (ISBN 978-2-07-017864-3).
- Marcelo Figueras, Kamchatka, éditions du Panama, 2007.
- Julia Philips (en), Dégels, éditions Autrement, 2019  (ISBN 978-2746751361).

### Filmographie
- Kamtchatka, là où la terre tremble, film documentaire de Wolfgang Mertin, Allemagne, 2007, 52'.
- Богатство, une série télévisée en douze épisodes sortie en Russie, met en scène le rôle du responsable de la région du Kamtchatka avant et pendant la guerre russo-japonaise.
- Terre des ours, film documentaire de Guillaume Vincent sur les ours du Kamtchatka, sorti le 26 février 2014.
- Corners of the Earth, Kamtchatka, film documentaire sur le surf à Kamtchatka de Spencer Frost et Guy Williment (2022).